# ۹۰۳ (خورشیدی)
۹۰۲ نهصد و دومین سال هجری خورشیدی است.

## رویدادها
- به پادشاهی رسیدن شاه تهماسب یکم صفوی (۹۵۵-۸۹۲) در سن ۱۰ سالگی.

## درگذشتگان
- ۲ خرداد - شاه اسماعیل یکم صفوی، (زادروز: ۸۶۶)، پایه‌گذار سلسله پادشاهی صفوی می‌باشد